# Ilha Solteira (ort)
Ilha Solteira är en ort i Brasilien.   Den ligger i kommunen Ilha Solteira och delstaten São Paulo, i den södra delen av landet, 600 km sydväst om huvudstaden Brasília. Ilha Solteira ligger 372 meter över havet och antalet invånare är 24 997.
Terrängen runt Ilha Solteira är huvudsakligen platt. Ilha Solteira ligger uppe på en höjd. Det finns inga andra samhällen i närheten.
Trakten runt Ilha Solteira består huvudsakligen av våtmarker. Runt Ilha Solteira är det ganska glesbefolkat, med 50 invånare per kvadratkilometer.